# نادژدا اولیزارنکو
نادژدا اولیزارنکو (انگلیسی: Nadezhda Olizarenko؛ ۲۸ نوامبر ۱۹۵۳ – ۱۸ فوریه ۲۰۱۷) دونده اهل اتحاد جماهیر شوروی سوسیالیستی بود.
وی در مسابقات کشوری و بین‌المللی در مجموع برندهٔ ۳ مدال طلا، ۳ مدال نقره، ۱ مدال برنز شده‌است.